# Kaple Neposkvrněného početí Panny Marie (Bystřany)
Kaple Neposkvrněného početí Panny Marie v Bystřanech je drobná sakrální stavba. Od roku 1964 je kaple chráněna jako kulturní památka.

## Popis
Kaple pochází z roku 1811. Upravovaná byla v roce 1844 a znovu v roce 1924. Jedná se o stavbu s trojbokým závěrem a šestibokou zvonicí s cibulí, která vyrůstá ze střechy. Okna kaple jsou segmentová. Vstup do kaple je polokruhově zaklenut a lemován pilastry. V průčelí kaple je trojúhelníkový štít. Uvnitř je kaple zaklenuta plackou. Zvon byl z cibulovité věžičky kolem počátku 21. století odcizen neznámým pachatelem.